# 티모 코티펠토

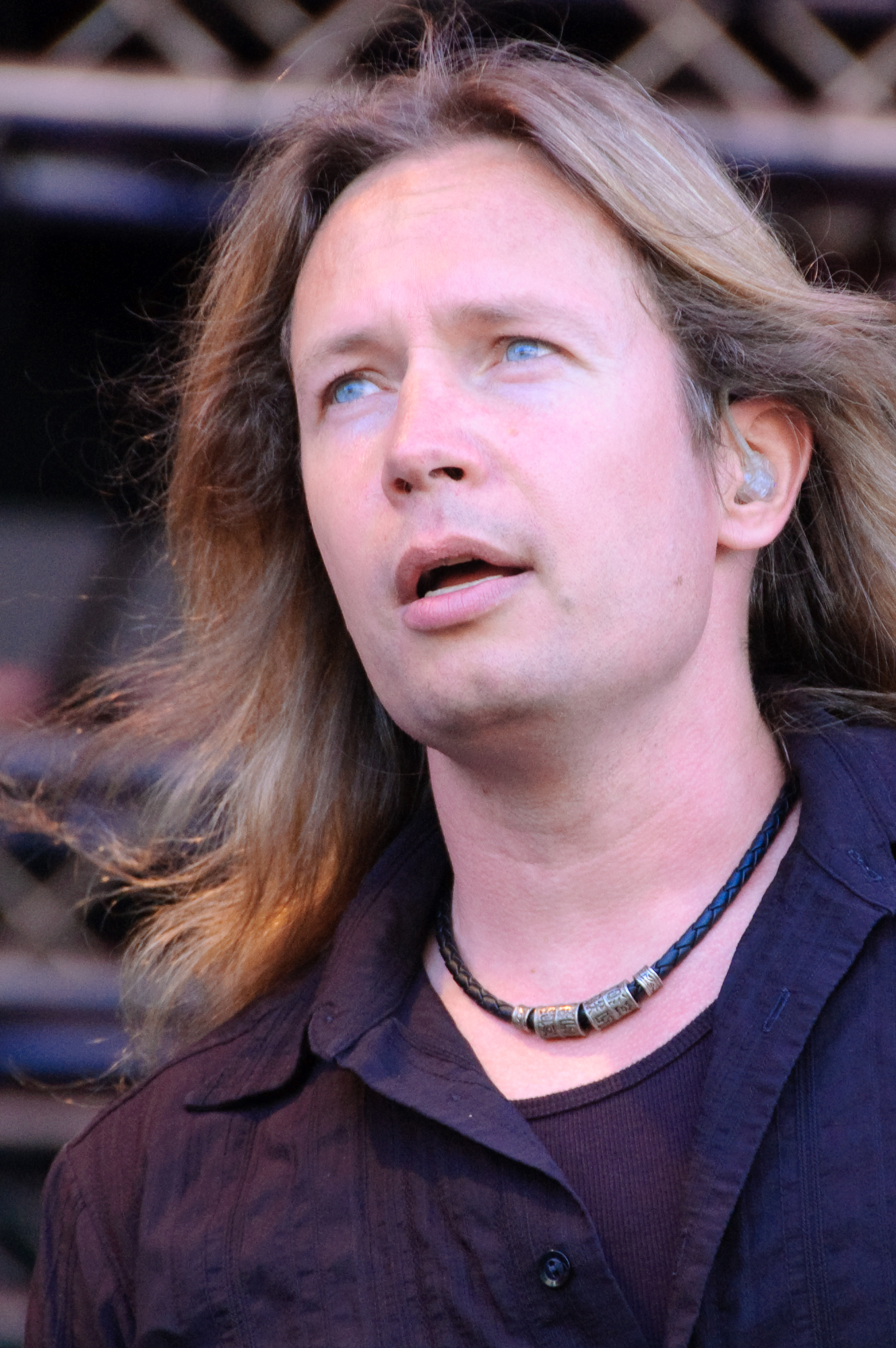
2009년 일로사리록(Ilosaarirock) 페스티벌에 참가한 티모 코티펠토

티모 안테로 코티펠토(Timo Antero Kotipelto, 1969년 3월 15일~) 는, 핀란드의 파워 메탈 밴드인 '스트라토바리우스'의 보컬리스트이자, 파워 메탈 밴드 '코티펠토'의 밴드 결성자이자 보컬리스트이다. 코티펠토는 티모 톨키가 떠난 이후로 스트라토바리우스에 남아있는 가장 오래된 멤버이다.

## 프로필
핀란드에서 태어나, 13세가 되던 해, 부모님께 드럼 세트를 선물로 받아, 드럼을 친 경험도 있으나, 16세경에, 보컬리스트로 전향한다. 헬싱키 재즈 팝스 음악원에서 보컬 능력을 키우고 난 후, 잠깐 동안 Filthy Asses라는 아마추어 밴드에 몸을 담았다. 그 후 1994년 여름에 스트라토바리우스에 가입하여 1995년작 앨범 Fourth Dimension부터 보컬로 참여하였다. 이때부터 스트라토바리우스는 유럽에서 굉장한 인기를 얻게 되었고 이는 훗날 세계적인 인기로까지 이어졌다. 2009년 기준으로 그는 스트라토바리우스 소속으로 총 7개의 정규 음반을 녹음하였고, 수많은 유럽의 대형 메탈 페스티벌에 참여하였다.
2002년, 자신의 성을 딴 Kotipelto로 솔로활동을 시작한다. 'Waiting for the Dawn', 'Coldness', 그리고 가장 최근 앨범인 'Serenity'까지 총 세 장의 앨범을 발매하였다. 하지만 2003년 말, 개인 밴드 활동으로 인해 기타리스트인 티모 톨키와의 대립하였고 이듬해 밴드를 탈퇴하지만 2005년에 다시 복귀하여 북미와 남미, 아시아, 유럽 투어에 참가한다. 티모 톨키가 밴드를 탈퇴한 이후에는 밴드에 남은 옌스 요한슨, 요르그 미하일, 로리 포라등과 함께 밴드 활동을 지속할 것을 선언하고 새로운 기타리스트 마이타스 쿠피아이넨과 함께 2009년 5월 새 앨범 [Poraris]를 발매하였다.
이외에도 티모 코티펠토는 소나타 아티카의 앨범 Silence에 수록된 곡 "Out of the White Hole"에 리드 보컬로 참여했고, 에이리온의 2000년 앨범 Universal Migrator Part 2: Flight of the Migrator에도 참여했다.

## 참여 앨범

### 스트라토바리우스
- Fourth Dimension (1995년)
- Episode (1996년)
- Visions (1997년)
- Visions of Europe (1998년)
- Destiny (1998년)
- Infinite (2000년)
- Intermission (2001년)
- Elements Pt.1 (2003년)
- Elements Pt.2 (2003년)
- Stratovarius (2005년)
- Polaris (2009년)
- Elysium (2011년)
- Nemesis (2013년)

### 코티펠토(Kotipelto)
- Waiting for the Dawn (2002년)
- Coldness (2004년)
- Serenity (2007년)

### 케인스 오퍼링(Cain's Offering)
- Gather the Faithful (2009년)